# استاتیستا
استاتیستا(به انگلیسی Statista) یک شرکت آلمانی است که متخصص داده‌های بازار و مصرف‌کننده است. این شرکت اعلام کرده‌است که، سکویش شامل بیش از ۱٬۰۰۰٬۰۰۰ آمار در بیش از ۸۰٬۰۰۰ موضوع از بیش از ۲۲٬۵۰۰ منبع و ۱۷۰ صنعت مختلف است و حدود ۶۰ میلیون یورو درآمد کسب می‌کند.